# Dominika Owczarzak
Dominika Aleksandra Owczarzak, coniugata Fiszer (Poznań, 23 marzo 1994), è una cestista polacca.

## Carriera
Con la Polonia ha disputato i Campionati europei del 2015.